# Manoir de la Bruère
Ne doit pas être confondu avec Manoir de la Bruyère.
Le manoir de la Bruère (ou de la Bruyère), parfois dénommé improprement manoir de la Chancellerie, est une maison de notable dans la commune de Huismes, dans le département français d'Indre-et-Loire.
Les façades et les toitures les moins modifiées de ce manoir construit au XVIe siècle mais remanié jusqu'au XVIIIe ou au XIXe siècle sont inscrites comme monument historique en 1962.

## Localisation
Le manoir de la Bruère se trouve au sud-ouest du bourg de Huismes, à l'est de la rue des Bas-Jardins. Le manoir de la Chancellerie, avec lequel la Bruère est souvent confondue, se trouve en vis-à-vis à l'ouest de cette rue.

## Histoire
L'histoire du manoir et de ses propriétaires successifs n'est connue qu'à partir de 1624 où un acte de baptême indique que le parrain est « seigneur de la Bruère ». Au gré des successions, des partages et des reventes, la Bruère est morcelée — en 1855, un acheteur en acquiert « le premier lot de la subdivision du troisième lot » — avant de retrouver son unité au XXe siècle.
Exception faite d'une partie du manoir qui remonte au XIIe siècle, l'ensemble des bâtiments date du XVIe siècle mais des remaniements ont lieu au XVIIIe et/ou XIXe siècle,.
Les façades et les toitures des bâtiments nord ainsi que la tour d'angle intérieure sont inscrites comme monument historique  par arrêté du 3 décembre 1962.

## Description
Le manoir de la Bruère se compose de deux bâtiments disposés en équerre autour d'une cour intérieure, le corps de logis principal s'étirant du nord au sud,.
Le corps de logis principal était auparavant pourvu d'un comble couvert d'une haute charpente élancée ; elle a été rabaissée sur une grand partie sud du bâtiment. Côté rue, ce corps de logis est muni à ses deux extrémités d'une tour carrée formant avant-corps, mais la tour sud est arasée à la hauteur du mur gouttereau du bâtiment principal. Les baies de cet ensemble sont pourvues d'un unique meneau horizontal. L'accès à la cour se fait par un porche d'entrée, transformé en passage couvert, pratiqué au milieu du corps de logis. Cet accès est muré côté rue, ne laissant subsister que le guichet qui le flanque mais il est toujours partiellement ouvert côté cour.
L'aile perpendiculaire nord semble avoir été construite en deux étapes, la partie jouxtant le corps de logis principal semblant être la plus ancienne.
La tour construite dans l'angle rentrant du corps de logis et de l'aile septentrionale est polygonale. Ouverte au rez-de-chaussée d'une porte que surmontent trois baies, elle est, elle aussi, arasée.
La cave ne se trouve pas sous le bâtiment ; elle est constituée de deux galeries creusées dans le sol du jardin.

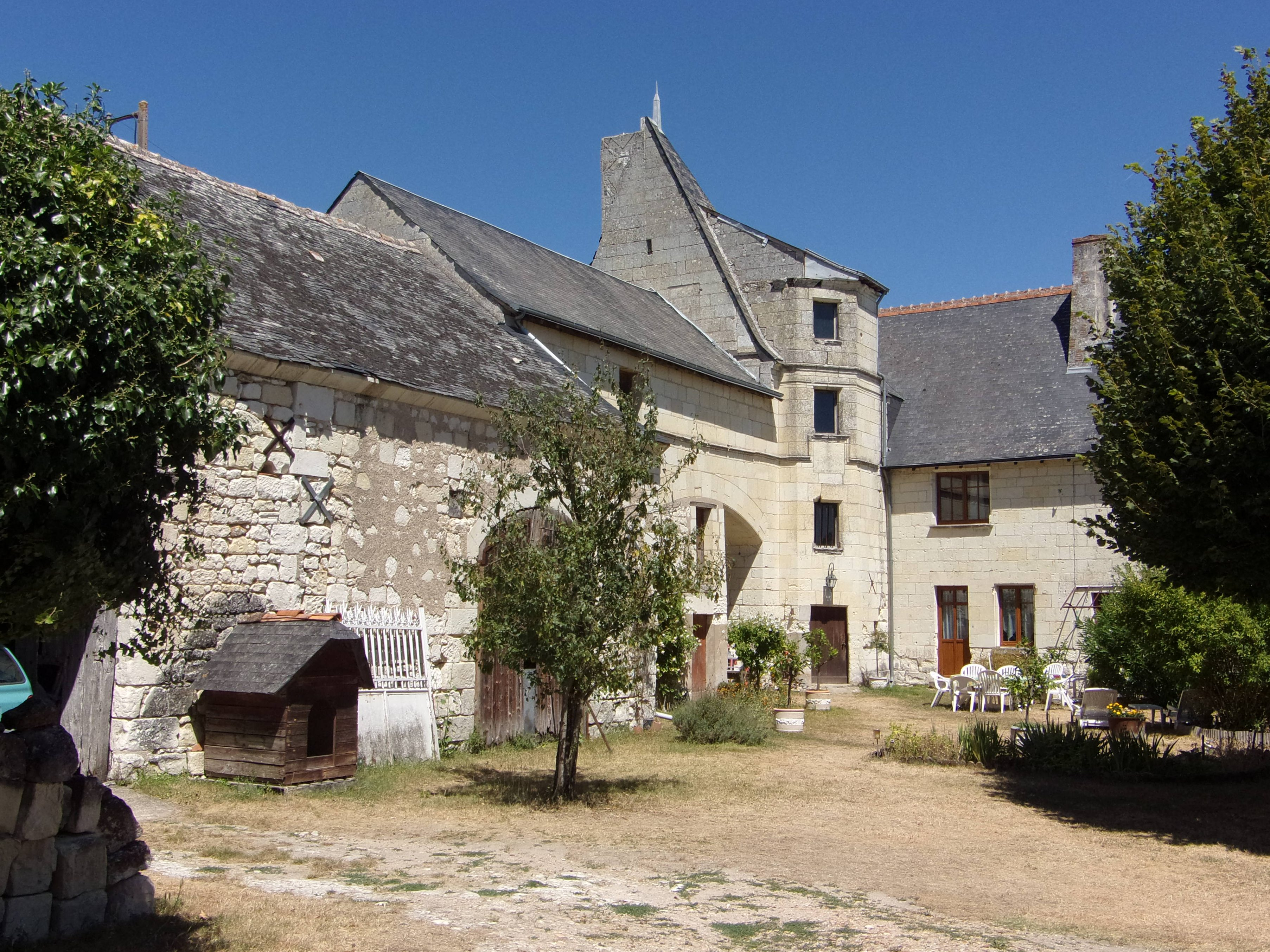
Cour intérieure et tourelle d'angle.
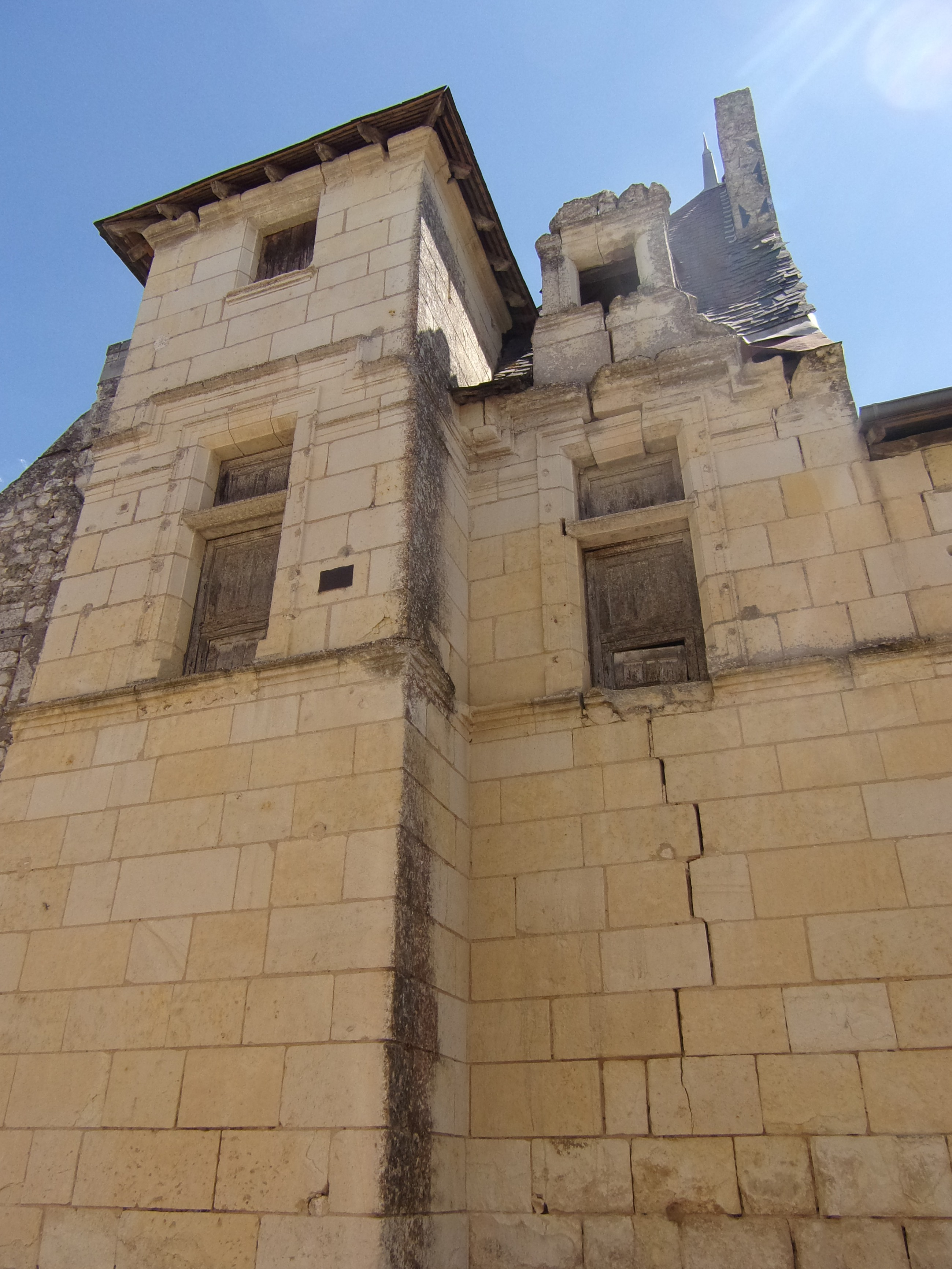
Tour nord-ouest, baies.
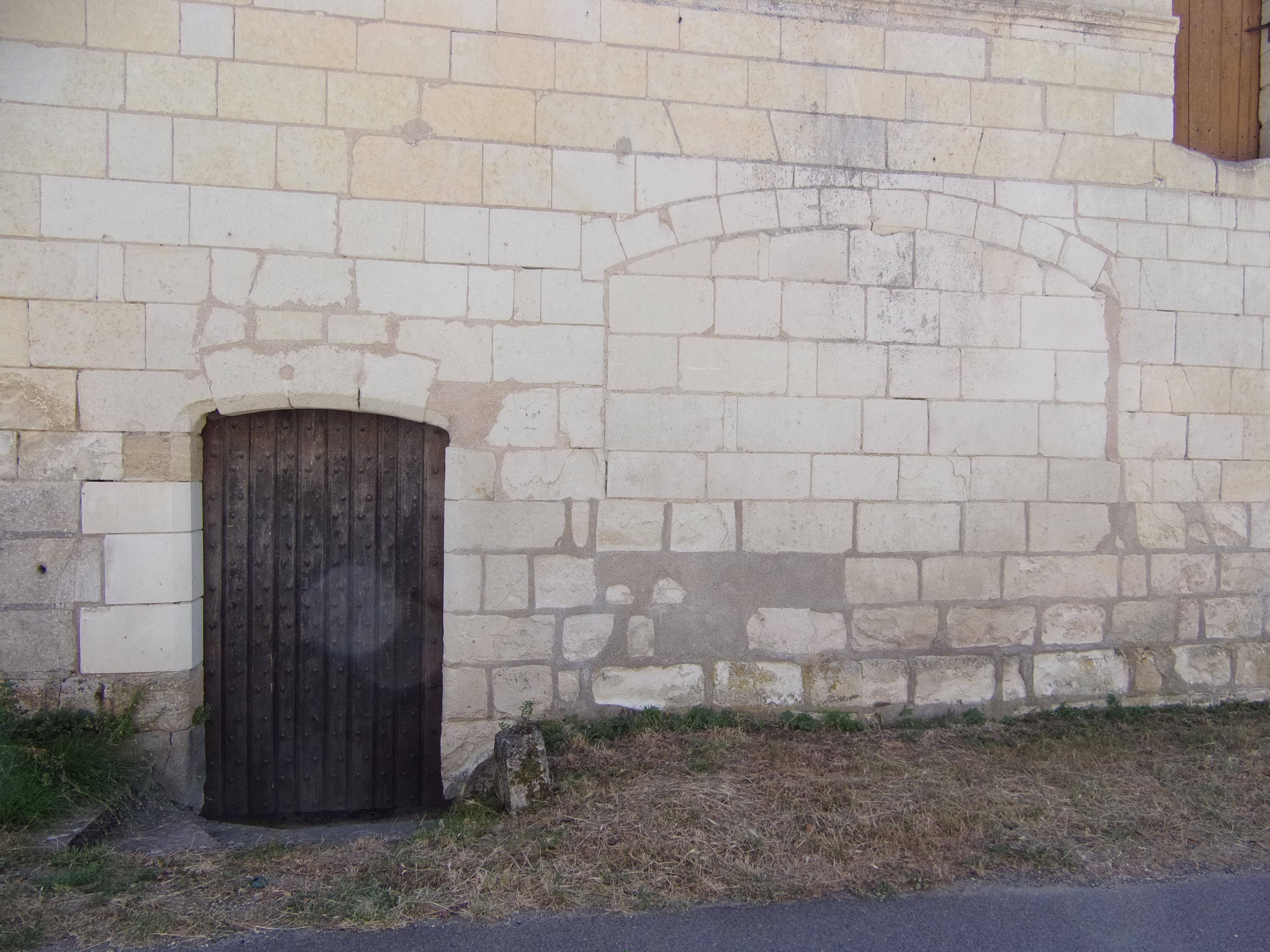
Porche muré.

## Pour en savoir plus